# Auchinleck House

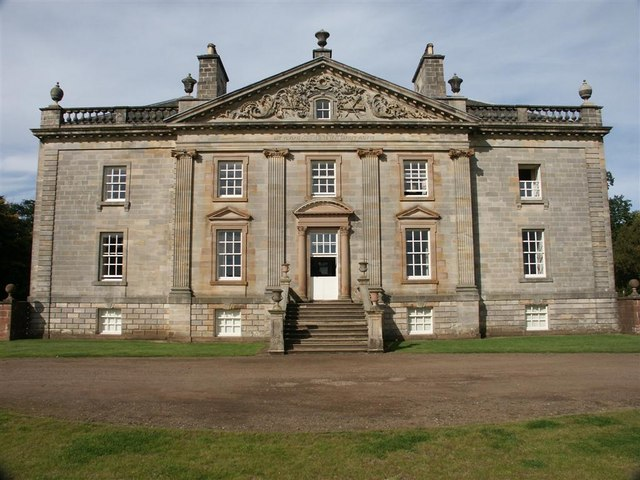
Auchinleck House

Auchinleck House ist ein Herrenhaus rund zwei Kilometer nördlich der schottischen Ortschaft Ochiltree in der Council Area East Ayrshire. 1971 wurde das Bauwerk in die schottischen Denkmallisten in die höchste Kategorie A aufgenommen.

## Geschichte

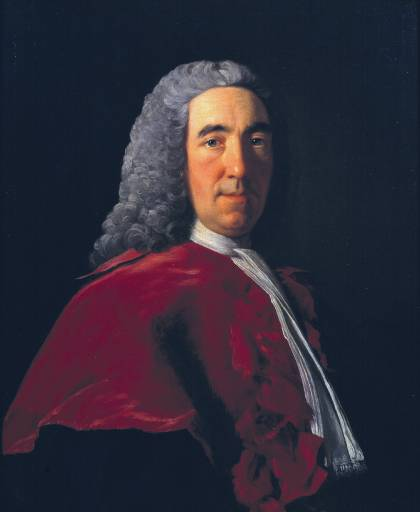
Alexander Boswell, Lord Auchinleck

Die Besiedlung der Ländereien von Auchinleck als Herrensitz kann bis in das 13. Jahrhundert zurückverfolgt werden. Aus dieser Zeit stammt das mittelalterliche Tower House Auchinleck Castle am Ufer des Lugar Water, von dem nur wenige Überreste bis in die heutige Zeit überdauert haben. Es wurde bis ins frühe 17. Jahrhundert genutzt und durch ein weiteres Tower House ersetzt, welches heute als Auchinleck Old House bezeichnet wird. Das heutige Auchinleck House entstand um 1760 und ersetzte dabei das Tower House.
Bauherr von Auchinleck House war Alexander Boswell, Lord Auchinleck, ein Mitglied der obersten schottischen Gerichtes. Wie aus erhaltener Korrespondenz geschlossen werden kann, war Auchinleck House im Jahre 1767 noch nicht fertiggestellt, jedoch bereits bewohnbar. Nach Boswells Ableben fiel das Anwesen an seinen Sohn, den Schriftsteller und Juristen James Boswell, der, auf seinen Vater folgend, als Laird fungierte.

## Beschreibung
Auchinleck House liegt isoliert rund zwei Kilometer nördlich von Ochiltree. Wahrscheinlich zeichnet der schottische Architekt Robert Adam für den Entwurf verantwortlich. Vier flache, ionische Pilaster zieren die ostexponierte Frontseite. Sie tragen einen reich ornamentierten Dreiecksgiebel. Der zentrale Eingangsbereich ist über eine steinerne Vortreppe mit Balustrade zugänglich. Beidseitig springen Pavillons hervor, die über eine Blendmauer mit dem Hauptgebäude verbunden sind. Diese sind mit Dreiecksgiebeln und aufsitzenden, offenen Türmchen gestaltet.